# Atopsyche sperryi
Atopsyche sperryi är en nattsländeart som beskrevs av Donald G. Denning 1949. Atopsyche sperryi ingår i släktet Atopsyche och familjen Hydrobiosidae. Inga underarter finns listade i Catalogue of Life.